# Lissonota dineta
Lissonota dineta är en stekelart som beskrevs av Ugalde och Ian D. Gauld 2002. Lissonota dineta ingår i släktet Lissonota och familjen brokparasitsteklar. Inga underarter finns listade i Catalogue of Life.